# 林黛
林黛（英語：Linda Lin Dai，1934年12月26日—1964年7月17日），本名程月如，乳名和尚。廣西賓陽人，1953－1964年活躍香港影壇的國語电影女演員，贏得四屆亞洲影展女主角獎殊榮，代表作包括《貂蟬》（1958）、《江山美人》（1959）、《千嬌百媚》（1961）、《不了情》（1961）、《蓝与黑》（1966）、《藍與黑續集》（1966）等。

## 生平
林黛出生于广西南宁，是民國新桂系軍閥李宗仁的秘書程思遠和首任妻子蒋秀华的长女，洋名Linda，藝名「林黛」是其洋名之音譯。下有一个弟弟两个妹妹。
出生后不久，父亲程思远去意大利罗马大学政治系留学，林黛于是随母亲到宾阳老家居住，直到3岁父亲程思远回国后才将林黛母女接到武汉居住，不久林黛父母感情出现裂痕，1940年9月9日，林黛5岁时，程思远与蒋秀华离婚，随后林黛与母亲到桂林居住，入读桂林中山纪念学校。
抗日战争爆发后，蒋秀华为女儿学业着想，将林黛托往重庆父亲处生活，并在重庆一所市立小学就读。抗战结束后，林黛随父亲到南京生活，先是由表姐蕲丽珍介绍就读保泰街上的光华女中，1947年转入中山路上的汇文女中就读，在校期间，林黛曾促成父亲程思远与第二任夫人石泓的婚事。
1948年秋，林黛随表姨张美玲乘船离开南京到武汉，11月与母亲从武昌返回桂林，曾先后就讀德智中学和廣西藝術專科學校音樂科。
1949年中國大陸政權易手后，程思远与李宗仁流亡海外，林黛隨母亲，姨妈，表妹林佩等人來香港定居，先入香江中学高中部就读，后到莱敦书院读书，1950年下半年转学到新亞書院学习（現屬香港中文大學）。此时程思远也已定居香港，并担任《正午报》的专栏作家。
1951年替著名攝影大師宗維賡拍攝一輯照片，其中一張放大擺在櫥窗內，被星探看中，獲邀加入左派的「長城電影製片有限公司」成為基本演員，惟因为林黛的右派家世未被重用。1952年林黛轉投「永華影業公司」，拍攝第一部作品《翠翠》（1953年），一炮而紅，從此廣受觀眾青睞，更成為當時兩大電影公司電懋和邵氏的爭奪對象。林黛扮相古今皆宜，先後替兩大電影公司拍過大量風格和形式迥然不同的電影。其中《金蓮花》、《貂蟬》、《千嬌百媚》及《不了情》幾部電影更令她四度成為亞洲影后，鋒頭一時無兩。
林黛於1958年在美國紐約哥倫比亞大學短暫留學期間，邂逅了中華民國雲南省前主席、中華人民共和國全國政協常委龍雲的五公子龍繩勳，二人在1961年2月12日於九龍玫瑰堂舉行婚禮，並於1963年4月6日，在紐約誕下兒子龍宗瀚。
林黛於1961年12月與年幼的馮寶寶結誼，成為她的誼母。

## 逝世

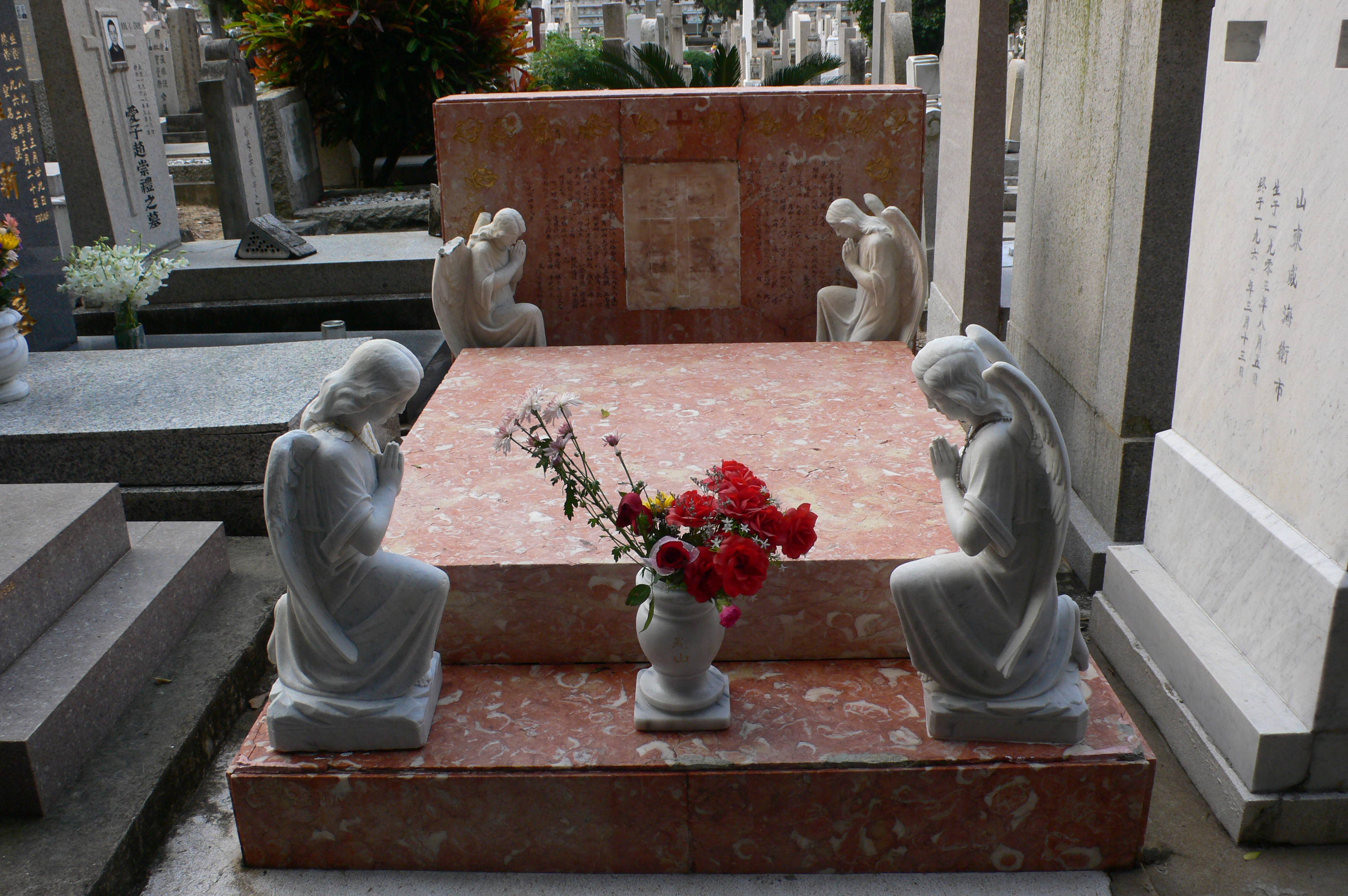
跑馬地天主教聖彌額爾墳場内林黛的墳墓

林黛有多次自杀记录，1951年12月8日，尚是长城旗下演员的林黛因电影《巫山盟》女主角更换成李丽华而吞服大量安眠药自杀，所幸被严俊救起。在永华电影公司期间，因李翰祥为林黛打造的电影《龙女》未有下文而第二次自杀，再次被严俊所救。1964年7月中，林黛為方便電影《藍與黑》的拍攝及配音工作，與兒子到其母親蔣秀華位於太子道西的居所暫住，至7月16日下午約5時携子返回大坑道住所，當時心情如往常般沒有異樣。林黛大坑道家中僱有3名女傭，包括瓊姐、帶姐和羣姐，負責烹調膳食的瓊姐於3月上工，帶姐負責照顧林黛之子龍宗瀚，而已服務龍家20多年的年邁羣姐則負責家庭瑣務。林黛回到大坑道寓所後，約晚上8時給錢吩咐羣姐購買洗澡用具回來，不久有來電找林黛，羣姐接聽時卻說林黛不在家，林黛得悉後非常憤怒並將她斥責一頓，更聲言要立即開除她，在計清所欠薪金及以往買過東西的款項後羣姐收拾物品離開。丈夫龍繩勳因為羣姐為龍家一向僱用的老女傭曾加以反對，並與林黛激烈爭吵，口角漸漸和緩後林黛返回睡房休息並將房门反锁。次日下午一時半，龍繩勳於香港大坑道渣甸山花園大廈寓所，發現她把與睡房相連之浴室內的煤氣喉打開，並仰藥自殺身亡，終年29歲，現場並發現遺書，林黛在遺書問丈夫：「我死了，你後悔不後悔？」。林黛死訊傳出後，震驚全球華人社會，出殯之日，萬人空巷，遺體安葬跑馬地天主教聖彌額爾墳場。
林黛的突然去世無疑為與她有片約的邵氏帶來惡耗，除了多年合作的情感外，林黛生前尚未拍攝完成的《寶蓮燈》和《藍與黑》的處理亦是令邵氏感到棘手的問題。邵氏決定找來與林黛身材和長相比較相似的女演員杜蝶，同时也是林黛在桂林的小学同班同学，作為戲中林黛角色遠鏡頭的替身，完成以上電影。
1964年8月17日，邵氏影友俱乐部和国际摄影公司在香港大会堂举办了“林黛生平艺术人像生活剧照摄影展览”，同年9月3日-9日，再次在九龙总统酒店举办。

## 身後事件
1982年，無綫電視播映電視劇《星塵》，劇中女主角為李司棋所飾演的姚韻，被指是影射林黛，林黛丈夫龍繩勳在劇集播出一個多月後控告無綫電視誹謗其妻子。《星塵》監製王天林對此指控作出否認，認為是對方過於敏感。最後龍繩勳買下了此劇的播放權，而無綫亦承諾日後不會於香港重播此劇。另外，無綫為防相關事件再度發生，自1983年起規定所有自家製作的電視劇均需在播映時加上「本故事純屬虛構」的免責字句。在龍繩勳於2007年逝世之前，此劇不論在香港還是海外地區，均未曾在任何以無綫電視名義的電視頻道和點播平台重播或公開過。直至2007年，馬來西亞Astro旗下的Astro華麗台首次播放此劇集，是此劇自首播以來首次在電視頻道上重播。
1992年，ATV拍摄一套《香港傳奇人物系列》的电视电影，其中的《林美黛传》即影射林黛，由关咏荷饰演。
1995年11月15日，香港邮政发行了第一套“香港影星”邮票，林黛和李小龙、梁醒波、任剑辉共同入选。
林黛去世后，丈夫龙绳勳未有再娶，其卧室保持生前模样，2007年4月2日，龙绳勳因十二指肠大出血在睡梦中离世，終年84歲。2022年11月13日，林黛與龙绳勳的獨子龍宗瀚在寓所內突心臟病發，送入律敦治醫院搶救後不治，終年59歲。
林黛拍電影所得到的版權，票房，與相關產品盈餘所得累積高達現在如同兩座百貨商城的財產，都已經全數捐助父親程思遠的肝病基金會。

## 主要作品

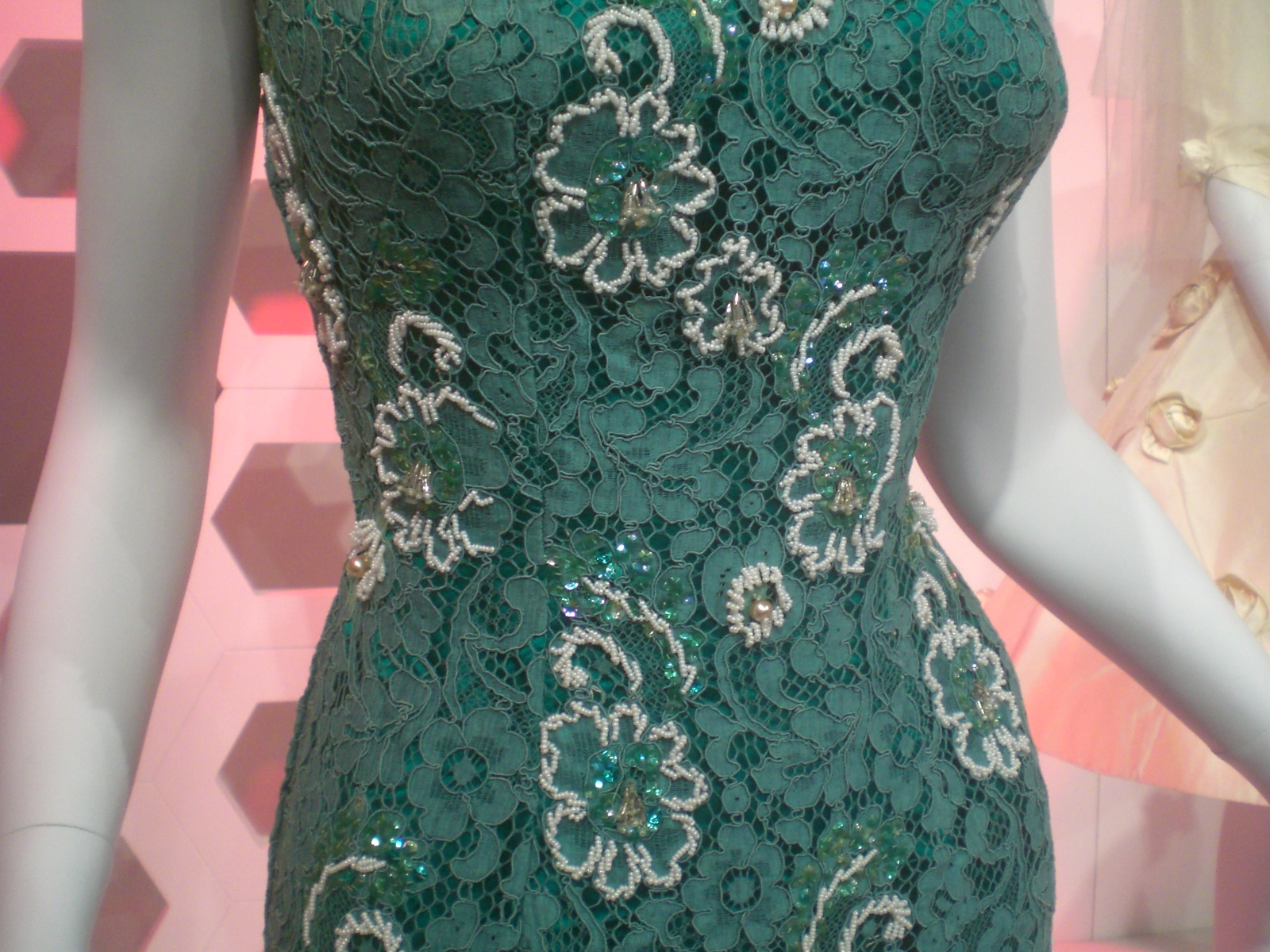
林黛的時裝

| 片名             | 上映年份 | 出品公司                          | 導演         | 合作演員       | 林黛飾角                 | 幕后代唱                       | 其他 |
| ---------------- | -------- | --------------------------------- | ------------ | -------------- | ------------------------ | ------------------------------ | --- |
| 翠翠             | 1953年   | 永華影業公司                      | 严俊         | 鲍方、严俊     | 翠翠                     | 王若詩、田鳴恩                 | 林黛首部主演影片，由沈从文小说《边城》改编，1953年7月8日香港首映。                                                                                            |
| 春天不是读书天   | 1954年   | 永華影業公司                      | 嚴俊         | 嚴俊           | 鍾鳳儀                   | 林黛                           | |
| 梅姑             | 1955年   | 邵氏兄弟                          | 嚴俊         | 嚴俊           | 梅潔                     | 林黛                           | 改編自英国作家夏綠蒂·勃朗特的《簡愛》 |
| 東京香港蜜月旅行 | 1955年   | 松竹株式會社/國際電影懋業有限公司 | 野村芳太郎   | 嚴俊           | 沈麗花                   |                                | 港、日合作攝製，由國際公司的歐德爾與松竹公司擬定合作計劃 |
| 欢乐年年         | 1956年   | 國泰影業公司                      | 岳楓         | 嚴俊           | 阿金                     | 林黛                           | 歌舞場面由嚴俊负责導演，日本松竹歌舞團參演。 |
| 乱世妖姬         | 1956年   | 邵氏兄弟                          | 王引         | 嚴俊           | 施麗芳                   |                                | 改編自名著《飄》 |
| 金凤             | 1956年   | 永華影業公司                      | 嚴俊         | 嚴俊           | 金鳳                     | 王若詩                         | 《翠翠》的姊妹作 |
| 菊子姑娘         | 1956年   | 國泰電影製片公司                  | 嚴俊         | 嚴俊           | 菊子、小芳               | 王若詩、林黛（「東瀛風光」）   | |
| 杏花溪之恋       | 1956年   | 龍鳳影片公司                      | 王引         | 嚴俊           | 孫小鳳                   | 林黛                           | |
| 渔歌             | 1956年   | 新華影業公司                      | 卜萬蒼       | 嚴俊           | 阿鶯                     | 林黛                           | |
| 追               | 1956年   | 邵氏兄弟                          | 嚴俊         | 嚴俊           | 張秀娟                   |                                | |
| 金莲花           | 1957年   | 国际电影懋业有限公司              | 岳枫         | 雷震           | 金莲花、沈淑文           | 王若诗                         | 第四届亚洲影展女主角奖 |
| 窈窕淑女         | 1957年   | 邵氏兄弟                          | 李翰祥       | 羅維           | 朱玉貞、小張媽           |                                | |
| 春光无限好       | 1957年   | 邵氏兄弟                          | 李翰祥       | 趙雷           | 紫琴                     | 姚莉                           | |
| 黄花闺女         | 1957年   | 邵氏兄弟                          | 李翰祥       | 趙雷           | 金蘭                     | ？                             | |
| 情场如战场       | 1957年   | 國際電影懋業有限公司              | 岳楓         | 張揚           | 葉緯芳                   | 主唱劉韻                       | 张爱玲编剧 |
| 亡魂谷           | 1957年   | 國泰電影製片公司                  | 嚴俊         | 嚴俊           | 崔靈秀                   | 林黛                           | 改編自美國1946年影片《太陽浴血記》。柏林影展參展作品。获維也納影展優等獎                                                                                      |
| 貂蝉             | 1958年   | 邵氏兄弟                          | 李翰祥       | 赵雷           | 貂蝉                     | 靜婷                           | 第五届亚洲影展女主角奖 |
| 笑聲淚痕         | 1958年   | 金龍電影製片公司                  | 嚴俊         | 嚴俊           | 陶桂如                   | 林黛                           | 本片原名“吃耳光的人”，拍攝於1953年，當時的出品公司和監製分別为永華公司和該公司老闆李祖永。至1958年才以金龍公司和嚴俊的名義在香港上映。                        |
| 銀海笙歌         | 1958年   | 新華影業公司                      | 姜南、王天林 |                |                          |                                | 新華公司成立二十五周年紀念作。 |
| 红娃             | 1958年   | 国际电影懋业有限公司              | 岳楓         | 張揚           | 紅娃                     | 林黛                           | 1958年第五屆亞洲電影節參展作品 |
| 樑上佳人         | 1959年   | 金泉影業公司                      | 王天林       | 雷震           | 趙文瑛                   |                                | |
| 欲网             | 1959年   | 邵氏兄弟                          | 陶秦         | 陳厚           | 鄺梅子                   |                                | |
| 江山美人         | 1959年   | 邵氏兄弟                          | 李翰祥       | 赵雷           | 李凤                     | 静婷                           | |
| 三星伴月         | 1959年   | 國際電影懋業有限公司              | 陶秦         | 陳厚           | 胡意美                   | ？                             | |
| 云裳艳后         | 1959年   | 國際電影懋業有限公司              | 唐煌         | 陳厚           | 王丹凝                   | 夏丹                           | |
| 嬉春图           | 1959年   | 邵氏兄弟                          | 岳楓         | 王元龍         | 林海倫                   | ？                             | 王元龍的遺作。岳楓加盟邵氏公司后的首部電影作品。 |
| 温柔乡           | 1960年   | 國際電影懋業有限公司              | 易文         | 張揚           | 丁小圓                   | ？                             | |
| 千娇百媚         | 1961年   | 邵氏兄弟                          | 陶秦         | 陳厚           | 蘭蘭                     | 靜婷                           | 第八届亚洲影展女主角奖 |
| 神仙 老虎 狗     | 1961年   | 邵氏兄弟                          | 王月汀       | 陳厚           |                          |                                | 客串演出 |
| 不了情           | 1961年   | 邵氏兄弟                          | 陶秦         | 关山           | 李青青                   | 顾媚                           | 第九届亚洲影展女主角奖 |
| 猿女孟麗絲       | 1961年   | 四維影片公司                      | 羅維         | 趙雷           | 孟麗絲                   |                                | 原著者蹄風 |
| 燕子盗           | 1961年   | 邵氏兄弟                          | 岳楓         | 趙雷           | 銀妞                     | 靜婷                           | 根据民国初年燕子李三事迹改编 |
| 有口难言         | 1962年   | 軒轅影業公司                      | 婁貽哲       | 嚴俊           | 杜珍珠                   | 林黛                           | 本片改編自法国剧作家阿纳托尔·法郎士（Anatole France）的劇作《啞妻》 （The Man Who Married a Dumb Wife）。本片曾於1955年在台灣、泰國上映。林黛任女主角及主唱。 |
| 花团锦簇         | 1962年   | 邵氏兄弟                          | 陶秦         | 陳厚           | 葉德梅                   | 顧媚                           | |
| 白蛇传           | 1962年   | 邵氏兄弟                          | 岳枫         | 赵雷           | 白素贞                   | 顧媚                           | |
| 妲己             | 1964年   | 邵氏兄弟、韩国申氏公司            | 岳枫         | 申榮鈞（韩国） | 妲己                     | 女声合唱                       | |
| 王昭君           | 1964年   | 邵氏兄弟                          | 李翰祥       | 趙雷           | 王昭君                   | 静婷                           | |
| 宝莲灯           | 1965年   | 邵氏兄弟                          | 岳楓         | 李菁,郑佩佩    | 三娘、刘沉香（反串演出） | 靜婷（配三娘）；凌波（配沉香） | 后期的角色，因林黛已去世，由小学同学杜蝶替身演出而完成 |
| 蓝与黑           | 1966年   | 邵氏兄弟                          | 陶秦         | 关山           | 唐琪                     | 静婷                           | 第十三届亚洲影展最佳影片，及追赠林黛的「特别纪念奖」。 |
| 蓝与黑续集       | 1966年   | 邵氏兄弟                          | 陶秦         | 关山           | 唐琪                     | 静婷                           | 同上，后期的角色，因林黛已去世，由小学同学杜蝶替身演出而完成                                                                                                  |
| 血痕镜           | 1967年   | 邵氏兄弟                          | 陶秦         | 关山           | 孫玉霞                   |                                | 本片於1961年開拍，1964年林黛逝世后，影片經重新剪輯始於林逝後三年。於1967年8月11日香港首映。                                                                   |

### 書籍
- 林黛，給影友的信，香港：旋風出版社，1962年。

## 外部連結
- 林黛在香港影庫上的簡介
- 「林黛電影放映暨文物展」 電影資料館回顧巨星風華，香港政府新聞公報，2009年7月15日
- 林黛紀念網頁